# Aleksandr Ivanickij
Aleksandr Vladimirovič Ivanickij (in russo Александр Владимирович Иваницкий?, in ucraino Олександр Володимирович Іваницький?; Jarowa, 8 ottobre 1937 – Mosca, 22 luglio 2020) è stato un lottatore sovietico, specialista della lotta libera.

## Biografia
Nato in Ucraina, gareggiò per l'Unione Sovietica alle Giochi olimpici estivi di Tokyo 1964, vincendo la medaglia d'oro nella categoria dei pesi massimi (fino a 97 kg).
Nella stessa categoria vinse la medaglia d'oro ai Campionati mondiali di lotta libera del 1962, 1963, 1965 e 1966.
Dopo il ritiro dalle gare alvorò come giornalista televisivo. Fu inserito nella Hall of Fame della Federazione Internazionale di Lotta nel settembre del 2013 per il suo contributo alla lotta libera.
È morto all'età di 82 anni.